# Renata Durda
Renata Ewa Durda (ur. 13 września 1962 roku w Białej Podlaskiej) − polska działaczka harcerska, kobieca i specjalistka w zakresie przeciwdziałania przemocy w rodzinie.

## Życiorys
Pierwsze trzy lata życia mieszkała w Białej Podlaskiej, a potem, w związku z przeniesieniem ojca wojskowego do innej jednostki, do matury żyła w Sandomierzu, gdzie uczyła się w Collegium Gostomianum. Ukończyła kurs przewodników turystycznych i oprowadzała wycieczki po tym mieście. Ukończyła studia polonistyczne na Uniwersytecie Marii Curie-Skłodowskiej w Lublinie oraz podyplomowe na Wydziale Dziennikarstwa i Nauk Politycznych Uniwersytetu Warszawskiego. Po studiach zatrudniła się w tygodniku harcerskim "Na Przełaj", gdzie była początkowo na stażu w dziale reportażu. Współpracowała z Mariuszem Szczygłem i Wojciechem Tochmanem. Zajmowała się reportażem społecznym. Od września 1993 pracowała w Dziale Publikacji i Edukacji Państwowej Agencji Rozwiązywania Problemów Alkoholowych, gdzie blisko związała się zawodowo z Jerzym Mellibrudą. W lutym 2005 przeszła do pracy Ogólnopolskim Pogotowiu dla Ofiar Przemocy w Rodzinie "Niebieska Linia" Instytutu Psychologii Zdrowia PTP. Kierowała tą instytucją w latach 2005–2022. Została członkinią Rady Kobiet przy Prezydencie Warszawy. Jest trzecią kadencję członkinią Zespołu Monitorującego ds. Przeciwdziałania Przemocy w Rodzinie przy ministrze pracy i polityki społecznej. W latach 2009–2015 była ekspertką w Radzie do Spraw Pokrzywdzonych Przestępstwem powołanej przez Ministra Sprawiedliwości, a także społeczną doradczynią Rzecznika Praw Dziecka (2010–2018). Jest redaktorką naczelną dwumiesięcznika o tematyce przemocowej „Niebieska Linia”.
Jest autorką publikacji z zakresu tworzenia interdyscyplinarnych rozwiązań na rzecz zapobiegania zjawisku przemocy domowej.
Jest certyfikowaną superwizorką i specjalistką ds. przeciwdziałania w rodzinie. Definiuje się jako feministka.
W 2018 otrzymała Odznaką Honorową za Zasługi dla Ochrony Praw Dziecka.
W 2022 została laureatką Nagrody PRB im. Andrzeja Czerneckiego, przyznawanej za działalność społeczną i filantropijną. W tym samym roku została uhonorowana Nagrodą Polskiej Rady Biznesu w kategorii Działalność Społeczna.